# 前田龍佑
前田 龍佑（まえだ りょうすけ、1989年7月2日 - ）は、日本のラグビー選手。

## プロフィール
- 大阪府出身[1]。
- ポジションはプロップ(PR)。
- 身長 186cm、体重 120kg
- ニックネームはタイソン。
- U20日本代表スコッドに選ばれたことがある[2]。

## 略歴
2008年、上宮太子高校卒業後、帝京大学に入る。
2012年、帝京大学卒業後、近鉄ライナーズ(現・花園近鉄ライナーズ)に加入。
2013年8月31日に行われたジャパンラグビートップリーグ第1節のパナソニック ワイルドナイツ戦に先発出場で公式戦初出場を果たした。
2022年、花園近鉄ライナーズを退団した。